# Es (álbum)
ES es el segundo álbum de estudio de la banda de rock argentina Eruca Sativa, lanzado el 20 de agosto de 2010, inaugurando su propio sello discográfico, MTM Discos (Marca Tus Marcas). Fue grabado y mezclado en los estudios MCL Records de Buenos Aires bajo la producción artística de la propia banda. La masterización se llevó a cabo en Puro Mastering. Cuenta con catorce canciones escritas por la banda y con la participación de invitados como David Lebón y "Titi" Rivarola.

## Antecedentes y grabación
Para esta nueva etapa, la bajista Brenda Martin decide mudarse a Buenos Aires, donde ya se encontraban desde el año 2008 Lula Bertoldi y Gabriel Pedernera. El 3 de enero de 2010 comenzaron las sesiones de grabación del disco, prolongandose hasta el mes de febrero. Al igual que el disco antecesor, La Carne (2008), fue grabado y mezclado en MCL Records. Fue masterizado en marzo de 2010 en Puro Mastering (BA).
"La Carne" fue elegido como el primer corte de difusión, contando con un vídeoclip a cargo de Artefacto Producciones, dirigido por Patricio Pomares, Pablo Acosta Larroca y Nicolás Aponte.

## Gira Es y recepción
La presentación oficial de Es fue en Willie Dixon, uno de los principales escenarios de la ciudad de Rosario. Posteriormente, fue presentado también en Córdoba, San Juan, Mendoza, La Plata y Buenos Aires. 
Ese mismo año los tuvo como ganadores en varias encuestas y concursos: entre ellos, el Sí de Clarín, el Bombardeo del Demo de la radio Rock & Pop, y del Mundial de Bandas del programa televisivo Banda Soporte que se transmite por el canal Quiero música en mi idioma.

## Lista de canciones
| N.º | Título                                                      | Duración |  |
| 1.  | «La Carne (Letra: Bertoldi/Martin/Trinchieri - Música: ES)» | 3:21     |  |
| 2.  | «Paraíso en Retro (Letra: Martin - Música: ES)»             | 3:21     |  |
| 3.  | «Tu Trampa (Letra y Música: Martin)»                        | 2:52     |  |
| 4.  | «Una Vida (Letra y Música: Bertoldi)»                       | 3:09     |  |
| 5.  | «Magoo (Letra: Martin/Bertoldi - Música: ES»                | 3:01     |  |
| 6.  | «Cuanto Costará (Letra y Música: Martin)»                   | 3:55     |  |
| 7.  | «Hoy (Letra: Martin/Pedernera - Música: ES)»                | 3:11     |  |
| 8.  | «Mi Canción (Letra y Música: Bertoldi)»                     | 3:26     |  |
| 9.  | «Desátalo (Letra y Música: Bertoldi)»                       | 4:55     |  |
| 10. | «Mi Apuesta (Letra y Música: Bertoldi/)»                    | 4:17     |  |
| 11. | «Cada Cosa a Cada Cual (Letra y Música: Martin)»            | 4:13     |  |
| 12. | «Para Ser (Letra: Martin - Música: Bertoldi/Martin)»        | 5:05     |  |
| 13. | «Blanco (Letra: Martin - Música: ES)»                       | 3:41     |  |
| 14. | «Quemas (Letra: Bertoldi/Martin/Trinchieri - Música: ES)»   | 10:24    |  |

## Integrantes
Eruca Sativa
- Lula Bertoldi - voz principal, guitarra eléctrica
- Brenda Martin - bajo, coros
- Gabriel Pedernera - batería, coros

Músicos adicionales
- David Lebón - voz y guitarra en "Para Ser"
- Titi Rivarola - guitarra en "Desátalo"

Personal de grabación
- Diego Guerrero - ingeniero de audio y masterización
- Lucas Gómez - ingeniero de audio, grabación, mezcla y bass doctor
- Pablo Tremsal - productor ejecutivo
- Alejandro Pensa - drum doctor
- Titi Rivarola - guitar doctor
- Gabriel Pedernera - asistente de grabación

Personal adicional
- Fernando Vélez - fotografía
- Germán Cravero - logo de la banda
- Brenda Martin - diseño gráfico
- Isabel Collado - vestimenta